# 重庆市历史文化街区
重庆市历史文化街区由重庆市政府公布，已先后公布11处。
- 2002年：
  - 渝中区湖广会馆及东水门历史文化街区
- 2010年：
  - 江津区真武场历史文化街区
- 2011年：
  - 北碚区金刚碑历史文化街区
- 2015年：
  - 南岸区慈云寺-米市街-龙门浩历史文化街区
  - 沙坪坝区磁器口历史文化街区
- 2017年：
  - 合川区瑞映山-纯阳山历史文化街区
- 2019年[1] [2]
  - 渝中区中山四路历史文化街区
  - 北碚区澄江老街历史文化街区
  - 长寿区三倒拐历史文化街区
- 2020年
  - 渝中区[3] 李子坝历史文化街区
  - 江北区第十兵工厂历史文化街区